# 古尾谷光男
古尾谷 光男（ふるおや みつお）は、日本の地方公務員。神奈川県副知事や、神奈川県内広域水道企業団企業長を経て、全国知事会事務総長。

## 人物・経歴
中央大学法学部卒業後、1974年神奈川県入庁。人事課長、行政改革担当部長、企画部長等を経て、2009年から副知事を務めた。2013年副知事退任、神奈川県内広域水道企業団企業長。2016年に企業長を退任し、同年全国知事会事務総長に就任した。2017年横浜国立大学経営協議会委員。
全国公営競馬主催者協議会会長、神奈川県川崎競馬組合管理者、公益財団法人都道府県センター常務理事、一般財団法人地域創造理事、公益財団法人国際親善協会評議員、地方職員共済組合団体共済部理事、公益社団法人日本観光振興協会評議役員等も歴任した。
2022年、瑞宝中綬章受章。